# Іванова Антоніна Миколаївна
Антоні́на Микола́ївна Івано́ва (25 квітня (7 травня) 1893 , Кагарлик, Київський повіт, Київська губернія, Російська імперія  — 12 березня 1972 , Москва ) — українська художниця, представниця школи «бойчукістів».

## Життєпис
Клопотами батьків 1908 року отримала можливість поїхати до Петербургу — навчатися живопису у художників — Івана Білібіна, Миколи Реріха, Володимира Щуко, котрі на той час працювали в школі Товариства заохочення мистецтв.
Повернувшись до Києва, художниця вирішує продовжити навчання до 1919 року вступає до Української академії мистецтв. Навчалася у майстерні монументального живопису, керував професор Михайло Бойчук. Серед інших разом з нею навчалися Тимко Бойчук, Оксана Павленко, Іван Падалка, Василь Седляр.
Ставши членом Асоціації революційного мистецтва України, створює низку станкових робіт у техніці темпери. Переїздить до Москви, однак з групою учнів Бойчука, взяла активну участь у розписах Селянського санаторію ім. ВУЦВК в Одесі — 1928 року у співавторстві зі своїм учителем виконала фреску «Селянська родина». По завершенні роботи над фресками повертається до Москви, де на початку 1930-х років у співавторстві з Олександром Мизіним та Іриною Жданко створює цикл розписів у приймальні Московської ради депутатів трудящих.
Пережила важку хворобу, по якій зосталася прикутою до інвалідного візка, змушена була відмовитися від фрескового малярства, звертається до розпису по порцеляні, дерев'яних іграшок із Загорська та декоративного оформлення тканин — розпису по шовку.
1937 року з гоніннями на «бойчукістів» у художниці до фізичної самотньості додається психологічне відчуження, одначе й в наступні роки сталінських репресій художниця, хоч і прикута до ліжка, продовжувала наполегливо працювати, брала участь у виставках московських художників.

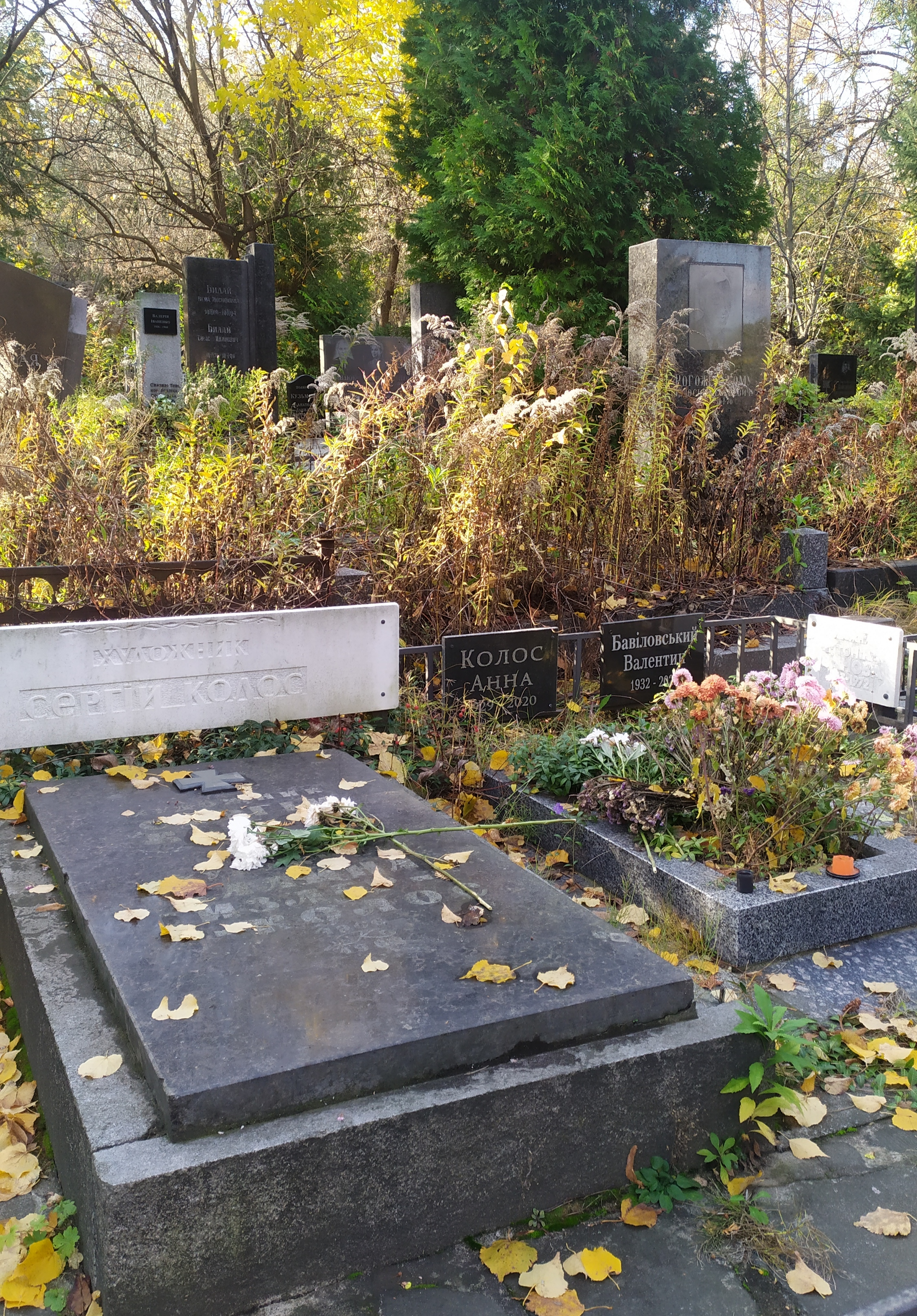
Могила Антоніни Іванової та родини Сергія Колоса, Байкове кладовище

Підтримувала контакти з друзями-бойчукістами — Галиною Гізлер, Сергієм Колосом, Охрімом Кравченком, Вірою Кутинською, Ярославою Музикою, Оксаною Павленко, Марією Юнак.
1970 року в Москві відбулася перша персональна виставка Антоніни Іванової.
12 березня 1972 року художниці не стало — задихнулася у чадному диму тісної кімнати — зайнялася пересохла шовкова тканина на абажурі від перегрітої лампи. Похована в Києві, на Байковому кладовищі, разом з родиною Сергія Колоса.

### Серед робіт
- «Збір яблук в саду» (1920),
- середина 1920-х — «Робота в полі»,
- «Пряля»,
- «Жінка з граблями»,
- «Прачки»,
- 1930-ті — «У полі»,
- «Агітатор на селі»,
- «Голова дівчини»,
- «Під деревом»,
- «Хлопчик»,
- «Тридцятиліття Жовтня» (1947),
- «Народний танець» (1950),
- «Радянська Армія» (1951)
- «Портрет Оксани Павленко» — 1950-ті,
- «Прачки» (1963),
- «Катерина» (1963),
- «Пастушок» (1969),
- «Жінка в саду» (1971).